# Provincie Iki

Mapa japonských provincií se zvýrazněnou provincií Iki (červená tečka vlevo dole)

Provincie Iki (japonsky: 壱岐国; Iki no kuni) byla stará japonská provincie rozkládající se na ostrovech Iki v Japonském moři. Nejbližší „pevninskou“ provincií byla provincie Hizen. Byla známá také jako Išú (壱州).
Během středověku byla Iki také nazývána Ičiki-no-kuni (一支国) a Itai-no-kuni (一大国).
Provincie existovala až do roku 1872, kdy byla stejně jako ostatní provincie nahrazena novým systémem prefektur. Provincie Iki společně s provinciemi Cušima a Hizen vytvořila novou prefekturu Nagasaki.